# Championnats du monde de course en ligne de canoë-kayak de 2005
Navigation
Édition précédente Édition suivante
Les trente-quatrièmes championnats du monde de course en ligne de canoë-kayak se sont déroulés à Zagreb (Croatie) en 2005.

## Podiums

### Hommes

#### Canoë
| Epreuve    | Or                                                                            | Temps    | Argent                                                                                       | Temps    | Bronze                                                                                          | Temps    |
| C-1 200 m  | Valentin Demyanenko (UKR)                                                     | 39.264   | Maxim Opalev (RUS)                                                                           | 39.588   | Zhomart Satubaldin (KAZ)                                                                        | 39.984   |
| C-1 500 m  | Andreas Dittmer (GER)                                                         | 1:48.409 | Pawel Baraszkiewicz (POL)                                                                    | 1:49.065 | Maxim Opalev (RUS)                                                                              | 1:49.609 |
| C-1 1000 m | Andreas Dittmer (GER)                                                         | 3:57.119 | David Cal (ESP)                                                                              | 3:58.421 | Richard Dalton (CAN)                                                                            | 4:00.617 |
| C-2 200 m  | Russie Evgeny Ignatov Nikolay Lipkin                                          | 36.978   | Allemagne Christian Gille Tomasz Wylenzek                                                    | 37.002   | Cuba Serguey Torres Karel Aguilar                                                               | 37.242   |
| C-2 500 m  | Allemagne Christian Gille Tomasz Wylenzek                                     | 1:39.851 | Hongrie György Kozmann György Kolonics                                                       | 1:40.175 | Cuba Serguey Torres Karel Aguilar                                                               | 1:40.271 |
| C-2 1000 m | Allemagne Christian Gille Tomasz Wylenzek                                     | 3:37.048 | Cuba Serguey Torres Karel Aguilar                                                            | 3:38.080 | Hongrie György Kozmann György Kolonics                                                          | 3:39.130 |
| C-4 200 m  | Russie Aleksandr Kovalyov Alexander Kostoglod Roman Kruglyakov Maxim Opalev   | 33.867   | Tchéquie Petr Procházka Petr Fuksa Petr Netusil Jan Brecka                                   | 34.017   | Biélorussie Aliaksandr Kurliandchyk Aliaksandr Zhukouski Semen Saponenko Aliaksandr Bahdanovich | 30.565   |
| C-4 500 m  | Roumanie Loredan Popa Silviu Simioncencu Florin Popescu Iosif Chirila         | 1:30.602 | Biélorussie Dzmitry Rabchanka Dzmitry Vaitsishkin Konstantin Shcharbak Aleksandr Vauchetskiy | 1:31.298 | Pologne Andrzej Jezierski Michal Sliwinski Michal Gajowsnik Adam Ginter                         | 1:31.916 |
| C-4 1000 m | Pologne Wojciech Tyszynski Michal Sliwinski Andrzej Jezierski Michal Gajownik | 3:17.407 | Roumanie Constantin Popa Loredan Popa Florin Mironcic Petre Condrat                          | 3:17.863 | Allemagne Robert Nuck Stefan Holtz Thomas Luck Stephan Breuing                                  | 3:20.479 |

#### Kayak
| Epreuve    | Or                                                                               | Temps    | Argent                                                                 | Temps    | Bronze                                                                           | Temps    |
| K-1 200 m  | Carlos Pérez (ESP)                                                               | 35.289   | Tomasz Mendelski (POL)                                                 | 35.697   | Anton Ryakhov (RUS)                                                              | 35.733   |
| K-1 500 m  | Nathan Baggaley (AUS)                                                            | 1:36.980 | Lutz Altepost (GER)                                                    | 1:37.076 | Adam Van Koeverden (CAN)                                                         | 1:37.082 |
| K-1 1000 m | Eirik Veras Larsen (NOR)                                                         | 3:29.165 | Adam Van Koeverden (CAN)                                               | 3:29.841 | Nathan Baggaley (AUS)                                                            | 3:30.069 |
| K-2 200 m  | Serbie-et-Monténégro Dragan Zoric Ognjen Filipovic                               | 32.253   | Lituanie Alvydas Duonela Egidijus Balciunas                            | 32.277   | Pologne Marek Twardowski Adam Wysocki                                            | 32.499   |
| K-2 500 m  | Allemagne Ronald Rauhe Tim Wieskötter                                            | 1:27.583 | Pologne Marek Twardowski Adam Wysocki                                  | 1:29.005 | Lituanie Alvydas Duonela Egidijus Balciunas                                      | 1:29.347 |
| K-2 1000 m | Hongrie Roland Kökény Gábor Kucsera                                              | 3:18.692 | Allemagne Andreas Ihle Marco Herszel                                   | 3:18.722 | Norvège Mattis Næss Jacob Norenberg                                              | 3:18.836 |
| K-4 200 m  | Hongrie Viktor Kadler István Beé Balázs Babella Gergely Gyertyános               | 30.211   | Allemagne Norman Bröckl Björn Bach Björn Goldschmidt Jonas Ems         | 30.301   | Biélorussie Raman Piatrushenka Aleksey Abalmasov Dziamyan Turchyn Vadzim Makhneu | 30.565   |
| K-4 500 m  | Biélorussie Raman Piatrushenka Aleksey Abalmasov Dziamyan Turchyn Vadzim Makhneu | 1:20.898 | Slovaquie Michal Riszdorfer Juraj Tarr Andrej Wiebauer Robert Erban    | 1:20.994 | Italie Franco Benedini Jaka Jazbec Luca Piemonte Antonio Scaduto                 | 1:22.634 |
| K-4 1000 m | Allemagne Lutz Altepost Norman Bröckl Björn Bach Arnd Goldschmidt                | 2:56.282 | Slovaquie Michal Riszdorfer Richard Riszdorfer Erik Vlcek Robert Erban | 2:56.558 | Pologne Pawel Baumann Marek Twardowski Adam Wysocki Przemyslaw Gawrych           | 2:57.848 |

### Femmes

#### Kayak
| Epreuve    | Or                                                                                 | Temps    | Argent                                                                                | Temps    | Bronze                                                                 | Temps    |
| K-1 200 m  | María Teresa Portela (ESP)                                                         | 40.756   | Szilvia Szabó (HUN)                                                                   | 41.380   | Karen Furneaux (CAN)                                                   | 41.542   |
| K-1 500 m  | Nicole Reinhardt (GER)                                                             | 1:50.407 | Karen Furneaux (CAN)                                                                  | 1:51.379 | Erzsébet Viski (HUN)                                                   | 1:51.565 |
| K-1 1000 m | Katrin Wagner-Augustin (GER)                                                       | 4:00.494 | Dalma Benedek (HUN)                                                                   | 4:01.406 | Karen Furneaux (CAN)                                                   | 4:03.200 |
| K-2 200 m  | Hongrie Katalin Kovács Natasa Janics                                               | 37.101   | Espagne María Teresa Portela Jana Smidakova                                           | 38.013   | Allemagne Birgit Fischer Fanny Fischer                                 | 38.127   |
| K-2 500 m  | Hongrie Katalin Kovács Natasa Janics                                               | 1:39.704 | Autriche Petra Schlitzer Viktoria Schwarz                                             | 1:42.458 | France Anne-Laure Viard Marie Delattre                                 | 1:43.118 |
| K-2 1000 m | Hongrie Katalin Kovács Natasa Janics                                               | 3:40.861 | Allemagne Maike Nollen Nadine Opgen-Rhein                                             | 3:42.931 | Pologne Aneta Bialkowska Joanna Skowron                                | 3:43.003 |
| K-4 200 m  | Allemagne Carolin Leonhardt Nicole Reinhardt Judith Hörmann Katrin Wagner-Augustin | 35.151   | Pologne Iwona Pyzalska Malgorzata Czajczynska Joanna Skowron Beata Sokolowska-Kulesza | 36.111   | Espagne Isabel García Ana Varela Jana Smidakova María Teresa Portela   | 36.189   |
| K-4 500 m  | Allemagne Carolin Leonhardt Conny Wassmuth Judith Hörmann Katrin Wagner-Augustin   | 1:31.686 | Pologne Aneta Bialkowska Aneta Konieczna Joanna Skowron Iwona Pyzalska                | 1:32.442 | Hongrie Tímea Paksy Dalma Benedek Szilvia Szabó Kinga Bota             | 1:32.952 |
| K-4 1000 m | Hongrie Tímea Paksy Szilvia Szabó Erzsébet Viski Kinga Bota                        | 3:20.701 | Roumanie Florica Vulpeş Mariana Ciobanu Lidia Talpă Alina Platon                      | 3:21.889 | Allemagne Birgit Fischer Maren Knebel Judith Hörmann Carolin Leonhardt | 3:21.901 |

## Tableau des médailles
| Rang  | Nation               | Or | Argent | Bronze | Total |
| ----- | -------------------- | -- | ------ | ------ | ----- |
| 1     | Allemagne            | 10 | 5      | 3      | 18    |
| 2     | Hongrie              | 6  | 3      | 3      | 12    |
| 3     | Espagne              | 2  | 2      | 1      | 5     |
| 4     | Russie               | 2  | 1      | 2      | 5     |
| 5     | Pologne              | 1  | 5      | 4      | 10    |
| 6     | Biélorussie          | 1  | 1      | 2      | 4     |
| 7     | Roumanie             | 1  | 2      | 0      | 3     |
| 8     | Australie            | 1  | 0      | 1      | 2     |
| 9     | Norvège              | 1  | 0      | 1      | 2     |
| 10    | Serbie-et-Monténégro | 1  | 0      | 0      | 1     |
| 11    | Ukraine              | 1  | 0      | 0      | 1     |
| 12    | Canada               | 0  | 2      | 4      | 6     |
| 13    | Slovaquie            | 0  | 2      | 0      | 2     |
| 14    | Cuba                 | 0  | 1      | 2      | 3     |
| 15    | Lituanie             | 0  | 1      | 1      | 2     |
| 16    | Autriche             | 0  | 1      | 0      | 1     |
| 17    | Tchéquie             | 0  | 1      | 0      | 1     |
| 18    | France               | 0  | 0      | 1      | 1     |
| 19    | Italie               | 0  | 0      | 1      | 1     |
| 20    | Kazakhstan           | 0  | 0      | 1      | 1     |
| Total | Total                | 27 | 27     | 27     | 81    |